# Baby, I Love You
Singles de The Ronettes
Be My Baby
(1963) (The Best Part) of Breakin' Up
(1964)
Baby, I Love You est une chanson interprétée par le groupe vocal féminin américain The Ronettes sortie en single en novembre 1963. Elle est écrite et composée par Jeff Barry, Ellie Greenwich et Phil Spector et produite par ce dernier. Elle est incluse dans l'unique album du groupe, "Presenting the Fabulous Ronettes Featuring Veronica" sorti en novembre 1964.
La chanson se classe 24e dans le Billboard Hot 100 aux États-Unis et 11e au Royaume-Uni. 
Elle a fait l'objet de plusieurs reprises, notamment par le chanteur canadien Andy Kim dont la version est numéro un au Canada en 1969, et  par le groupe punk rock américain Ramones qui se classe 8e au Royaume-Uni.

## Classements hebdomadaires
| Classement (1964)              | Meilleure place |
| ------------------------------ | --------------- |
| États-Unis (Billboard Hot 100) | 24              |
| États-Unis (Hot R&B Singles)   | 6               |
| Royaume-Uni (UK Singles Chart) | 11              |

## Version d'Andy Kim
Baby, I Love You interprétée par Andy Kim sort en single en mai 1969. Elle est extraite de l'album du même titre.

### Classements hebdomadaires
| Classement (1969)              | Meilleure place |
| ------------------------------ | --------------- |
| Allemagne (Media Control AG)   | 20              |
| Australie (Kent Music Report)  | 15              |
| Canada (RPM 100 Singles)       | 1               |
| États-Unis (Billboard Hot 100) | 4               |
| Pays-Bas (Single Top 100)      | 4               |

### Certification
| Pays              | Certification |
| ----------------- | ------------- |
| États-Unis (RIAA) | Or            |

## Version des Ramones
Baby, I Love You interprétée par les Ramones sort en single en janvier 1980, extrait de l'album End of the Century. La chanson, comme tout l'album, est produite par Phil Spector.
Dans son autobiographie publiée en 2000, le bassiste Dee Dee Ramone raconte que lors de l'enregistrement, Phil Spector aurait joué cette chanson en boucle au piano, durant toute une nuit, après avoir braqué son arme sur Dee Dee Ramone, pour l'empêcher de partir. Mais le batteur Marky Ramone dément cela lors d'une interview en 2008.  
Ce titre symbolise le côté pop de l'album End of the Century. Il y figure en septième position et dure 3 min 47 s.

### Classements hebdomadaires
| Classement (1980)                      | Meilleure place |
| -------------------------------------- | --------------- |
| Belgique (Flandre Ultratop 50 Singles) | 25              |
| Royaume-Uni (UK Singles Chart)         | 8               |

## Autres versions
La chanson a été reprise par d'autres artistes tels que Dave Edmunds (dont la version atteint la 8e place des charts britanniques et la 48e en Australie en 1973,), Cher, Linda Ronstadt, Natalie Merchant, et adaptée en français une première fois en 1964 par Georges Aber sous le titre Je te pardonne et interprétée par les Surfs, puis une deuxième fois en 1969 par Renée Martel sous le titre Embrasse-moi. 